# Língua dangme
A língua dangme, também chamada adaŋgbi, adangme  ou dangbe, é uma língua kwa, parte da família linguística Níger-Congo. É estreitamente relacionada com a língua ga e, juntas, formam o ramo ga-dangme da família kwa.  
É falada por cerca de um milhão de pessoas (dados de 2013) no sudeste de Gana, notadamente pelo povo dangme (dangmeli), que é parte de um grupo étnico maior - o povo ga. A variante klogbi é falada pelos kloli (povo klo ou krobo). 

## Distribuição geográfica
O dangme era falado em Gana por mais de 800.000 pessoas em 2004. É também a língua aborígene falada  no Togo e no  Benim, pelos povos de Ada, Osudoku, Manya Krobo, Yilo Krobo, Shai, Ningo, Prampram e Kpone. O dangme e a língua ga são, em parte, mutuamente inteligíveis; em menor grau, também o são o dangme e a língua ewe. Ocorre, entretanto, que muitos falantes nativos do dangme também falam ou compreendem pelo menos uma destas línguas, o que torna a relação assimétrica. O  dangme é ensinado como disciplina escolar nas áreas de população dangme.
A terra destas tribos aparentadas estendia-se desde a região da  Grande Acra até a região oriental do Gana; em direção ao norte, até às Colinas Akwapim, tendo toda a região dangme a leste, e as terras do povo Ga, a oeste. Bawaleshi, que fica a cerca de 4,8 quilómetros a sudoeste de Dodowa, é a última cidade dangme e está próxima às fronteiras com o povo Akuapem e do povo Ga.

## Dialetos
Existem seis dialetos principais, que coincidem com as unidades políticas. Os dialetos costeiros são o Ada, o Ningo e o Prampram (Gbugbla). Os dialetos do interior são o Shai (Sɛ), o Krobo (Klo) e o Osudoku.

## Escrita
A língua usa o alfabeto latino, sem as letras C, H, Q, R, S. Usam-se as formas ã, ng, ngm.ny, ts, kp, gb, ɛ, ɛ̃, ĩ, ũ, ɔ, ɔ̃.

### Sílabas
As estruturas silábicas possíveis são V, CV ou CCV, onde a segunda consoante é /l/.

### Tons
Tons e nasalização normalmente não são escritos. O dangme tem três tons: alto, médio e baixo. Como muitas línguas da África Ocidental, tem suavização dos tons.

## Fonologia
As correspondências ortográficas e fonêmicas incluem o seguinte:
- j - /dʒ/
- ng - /ŋ/
- ngm - /ŋm/
- ny - /ɲ/
- ts - /tʃ/
- y - /j/
- ɛ - /ɛ/

### Consoantes
|                   |             | Labial | Alveolar | Palatal | Velar | Labial-velar |
| ----------------- | ----------- | ------ | -------- | ------- | ----- | ------------ |
| Nasal             | Nasal       | m      | n        | ɲ       | ŋ     | ŋ͡m           |
| Plosiva/ Africada | Surda       | p      | t        | t͡ʃ      | k     | k͡p           |
| Plosiva/ Africada | Sonora      | b      | d        | d͡ʒ      | ɡ     | ɡ͡b           |
| fricative         | Surda       | f      | s        |         |       |              |
| fricative         | Sonora      | v      | z        |         |       |              |
| Aproximante       | Aproximante |        | l        | j       |       | w            |

- /m, p, b/ são bilabial, enquanto /f, v/ são labiodentais.
- /p, b, t, d, k, g/ são plosivas articuladas individualmente, /t͡ʃ, d͡ʒ/ são africadas (pára com uma forte liberação fricativa), enquanto /k͡p, ɡ͡b/ são plosivas duplamente articuladas]].
- /l/ varia entre um aproximante lateral [l] e um trinado central [r].
- /j/ tem um alofone fricativo [ʒ].

### Vogais

Monotongos Dangme,

O dangme tem sete vogais orais e cinco vogais nasais.
|              | Anterior | Anterior | Posterior | Posterior |
| oral         | nasal    | oral     | nasal     |           |
| ------------ | -------- | -------- | --------- | --------- |
| Fechada      | i        | ĩ        | u         | ũ         |
| Meio Fechada | e        |          | o         |           |
| Meia Aberta  | ɛ        | ɛ̃        | ɔ         | ɔ̃         |
| Aberta       | a        | ã        |           |           |

As vogais anteriores não são arredondadas, enquanto as posteriores são arredondadas.
- /i, u/ são ligeiramente mais abertos que /ĩ, ũ/.[4]
- /e, o/ são IPA e, oo. Eles não têm contrapartes nasais.[4]
- /ɛ̃, ɔ̃/ são IPA ɛ|ɛ̃, ɔ|ɔ̃, enquanto / ɛ, ɔ/ são um pouco mais baixos (quase abertos) [[[:Predefinição:IPAplink]], Predefinição:IPAplink].[4]
- A nasal /ã/ está aberta à frente [ã], enquanto a oral /a/ está ligeiramente retraída (quase-frontal) [a̠].[4]

## Amostra de texto
Adesahi tsuo ɔ, a bɔ mɛ nɛ nɔ fɛɛ nɔ e ye e he, nɛ nɔ tsuaa nɔsɔ ngɛ odehe si himi kɛ he blɔhi a blɔ fa mi. A bɔ mɛ kɛ nɔ́ se kɔmi kɛ he nule juɛmi, nɛ e hia kaa nɔ fɛɛ nɔ nɛ e na nyɛmi suɔmi kɛ ha nɔ tsuaa nɔ.
Português
Todos os seres humanos nascem livres e iguais em dignidade e direitos. São dotados de razão e consciência e devem agir uns para com os outros com espírito de fraternidade. (Artigo 1º da Declaração Universal dos Direitos Humanos)